# Kapucinessenklooster (Brussel)

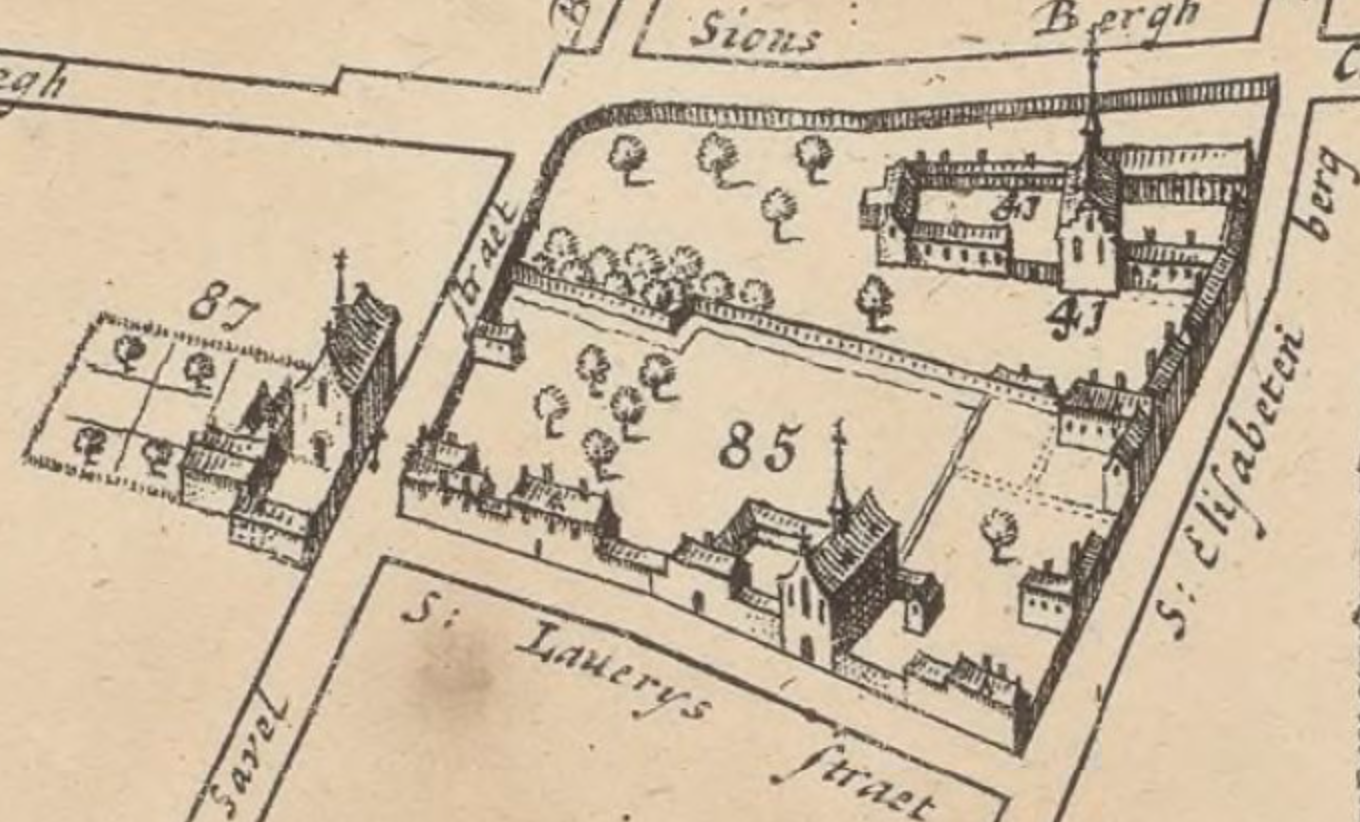
Het Kapucinessenklooster in de Savelstraet (87) en Sint-Elisabeth op de berg Sion (41) op de kaart Bruxella, nobilissima Brabantiæ civitas, 1695

Het Kapucinessenklooster van Brussel, behorend tot de derde orde van Sint-Franciscus, bestond van 1660 tot 1796.

## Geschiedenis
De komst van de kapucinessen naar Brussel valt te traceren naar een bezoek dat aartshertogin Isabella in 1626 bracht aan Sint-Omaars, waar weduwe Francisca Taffin (Françoise de Saint-Omer) sinds een tiental jaar een nieuw soort gemeenschap uit de grond had gestampt. Ondanks de toelating van de stadsmagistraat in 1627, zou het nog ruim dertig jaar duren vooraleer het Brusselse huis van start kon gaan. Staatsraad Blondel, die familie bij de kapucinessen had, slaagde er uiteindelijk in een koninklijk octrooi te bekomen ondanks tegenwerking van aartsbisschop Andreas Creusen. In december 1658 kwamen zeven Kortrijkse zusters, aangevoerd door moeder Ancilla Marie-Françoise, aan in de Zennestad. Na een kort verblijf bij Blondel namen ze hun intrek aan de Nieuwbrug bij de Sint-Rochuskapel.
In 1666 verhuisden de kapucinessen naar het Hof van Moriensart in de Savelstraet. Landvoogd Castel Rodrigo legde de eerste steen van de eenvoudige kloosterkapel, toegewijd aan Onze-Lieve-Vrouw en Sint-Franciscus. Het altaarschilderij was een Geboorte van Christus door Marc Antonio Garibaldo. De zusters leefden in cellen van 2,30 meter in het vierkant met raamloze vensters. Ze droegen een ruige pij. Clausuur en spreekverbod waren haast absoluut. Fouten van de zusters werden genoteerd door een zélatrice en wekelijks in het publiek gekapitteld. Als correctie werd soms zelfkastijding opgelegd, al was dit sowieso onderdeel van het regime.
Onder keizer Jozef II werd het klooster in 1784 opgeheven, maar de Brabantse Omwenteling liet in 1790 een triomfantelijke terugkeer toe. Die werd gefnuikt in 1796 na de komst van de Franse revolutionairen. Het klooster werd het volgende jaar verkocht en omgevormd tot een dakpannenfabriek.

## Ligging
Het klooster van de Kapucinessen lag vlak bij Sint-Elisabeth op de berg Sion, op de plek van het huidige Stripmuseum in de Zandstraat. De buurt kende een concentratie aan vrouwengemeenschappen, met even verderop ook nog de Augustinessen van Berlaymont en de Engelse Benedictinessen.